# سیارک ۱۹۸۷۳
سیارک ۱۹۸۷۳ (به انگلیسی: 19873 Chentao، نامگذاری:6632P-L) نوزده هزار و هشتصد و هفتاد و سومین سیارک کشف شده‌است که در ۲۴ سپتامبر ۱۹۶۰ کشف شد.